# Jägala-vízesés
A Jägala-vízesés (észtül: Jägala juga) Észtország Harju megyéjében a Jägala folyón található vízesés. A Jägala folyó alsó folyásán, a Finn-öbölbe nyíló torkolattól mintegy 5 km-re található. Tallinntól 25 km-re helyezkedik el, a legközelebbi lakott település a Jõelähtme községhez tartozó Koogi falu. A vízesés 1959 óta védett terület. A régi népi elnevezése Joarüngas.
Észtország legnagyobb vízesései közé tartozik. A víz esésének magassága 7,8–8,1 m között változik, a szélessége meghaladja az 50 m-t. A szélesség azonban a folyó vízhozamtól függően változik. A tavaszi hóolvadás idején a szélessége a 60–70 m-t is eléri. Az átlagos vízhozam a vízesésnél 12,8 m³/s, de hóolvadás idején akár a 200 m³/s-ot is elérheti. Az esés frontja mentén egy sziklapárkány képződött, amely alatt végig lehet sétálni.
A vízesés a Balti-glint részét képező Észak-észt-glint alkotta tereplépcsőn alakult ki. A felszínt ordovícium kori üledékes kőzetek alkotják. A vízesésen lezúduló víz pusztító hatása miatt a vízesés folyamatosan a forrás irányába halad. Ennek sebessége 1688–1931 között évente 17 cm volt. Ennek eredményeként a vízesés alatti szakaszon egy 12–14 m széles és napjainkban 300 m hosszú kanyonvölgy alakult ki, amely kb. 3000 éve formálódik.
A vízesés valószínűleg ősi kultikus vallási helyszín volt a kereszténység előtti időkben. 13. századi írásos források szerint a vízesésnél vízimalom működött. Egy 1688-as térkép ugyancsak vízimalmot jelöl ott.  
A fővároshoz közeli elhelyezkedésének köszönhetően népszerű kirándulóhely. A vízesés sziklapárkánya alá akár száraz lábbal is be lehet sétálni. A vízesés tavasszal, a hóolvadás utáni nagyvíz idején, valamint télen a leglátványosabb, amikor befagy. A vízesés a folyó jobb oldala felől, Koogi falu irányából érhető el.
A Jägala-vízesés és környéke Tarkovszkij Sztalker című filmjének egyik forgatási helyszíne volt.